# Resolutie 788 Veiligheidsraad Verenigde Naties
Resolutie 788 van de Veiligheidsraad van de Verenigde Naties werd op 19 november 1992 unaniem aangenomen.

## Achtergrond
Na de hoogdagen onder het decennialange bestuur van William Tubman, die in 1971 overleed, greep Samuel Doe de macht. Diens dictatoriale regime ontwrichtte de economie en er ontstonden rebellengroepen tegen zijn bewind, waaronder die van de latere president Charles Taylor. 
In 1989 leidde de situatie tot een burgeroorlog waarin de president vermoord werd. De oorlog bleef nog doorgaan tot 1996.

## Inhoud

### Waarnemingen
De Veiligheidsraad bevestigde dat het Yamoussoukro IV-akkoord van 30 oktober 1991 de beste kansen bood op een vreedzame oplossing van het conflict in Liberia door het creëren van omstandigheden waarin vrije en eerlijke verkiezingen konden worden gehouden. De raad betreurde dat de partijen zich niet aan de verschillende akkoorden, waaronder dat akkoord, hielden. De situatie in het land ging achteruit, wat de creatie van omstandigheden voor verkiezingen hinderde.
De ECOWAS, die tussenbeide was gekomen, had de Verenigde Naties om waarnemers gevraagd om toe te zien op het verkiezingsproces. De Veiligheidsraad zag ook de nood aan humanitaire hulp en een vreedzame duurzame oplossing van het conflict.

### Handelingen
De schending van het staakt-het-vuren van 28 november 1990 en de voortdurende aanvallen tegen de ECOWAS-vredesmacht door enige partij werden veroordeeld. De partijen werden opgeroepen de internationale humanitaire wetten, het staakt-het-vuren en de verscheidene akkoorden uit het vredesproces te respecteren.
De secretaris-generaal werd gevraagd dringend een Speciale Vertegenwoordiger aan te stellen voor Liberia, om de situatie te evalueren en als zodanig aanbevelingen te doen aan de Veiligheidsraad.
Er werd een embargo op alle wapens en militaire uitrusting ingesteld tegen Liberia. De ECOWAS-macht in Liberia werd hiervan vrijgesteld. Aan de lidstaten werd gevraagd terughoudend te zijn en het vredesproces niet te ondermijnen.

## Verwante resoluties
- Resolutie 813 Veiligheidsraad Verenigde Naties (1993)
- Resolutie 856 Veiligheidsraad Verenigde Naties (1993)

Lijst ·  726 ·  727 ·  728 ·  729 ·  730 ·  731 ·  732 ·  733 ·  734 ·  735 ·  736 ·  737 ·  738 ·  739 ·  740 ·  741 ·  742 ·  743 ·  744 ·  745 ·  746 ·  747 ·  748 ·  749 ·  750 ·  751 ·  752 ·  753 ·  754 ·  755 ·  756 ·  757 ·  758 ·  759 ·  760 ·  761 ·  762 ·  763 ·  764 ·  765 ·  766 ·  767 ·  768 ·  769 ·  770 ·  771 ·  772 ·  773 ·  774 ·  775 ·  776 ·  777 ·  778 ·  779 ·  780 ·  781 ·  782 ·  783 ·  784 ·  785 ·  786 ·  787 ·  788 ·  789 ·  790 ·  791 ·  792 ·  793 ·  794 ·  795 ·  796 ·  797 ·  798 ·  799